# Margarita Simonowna Simonjan

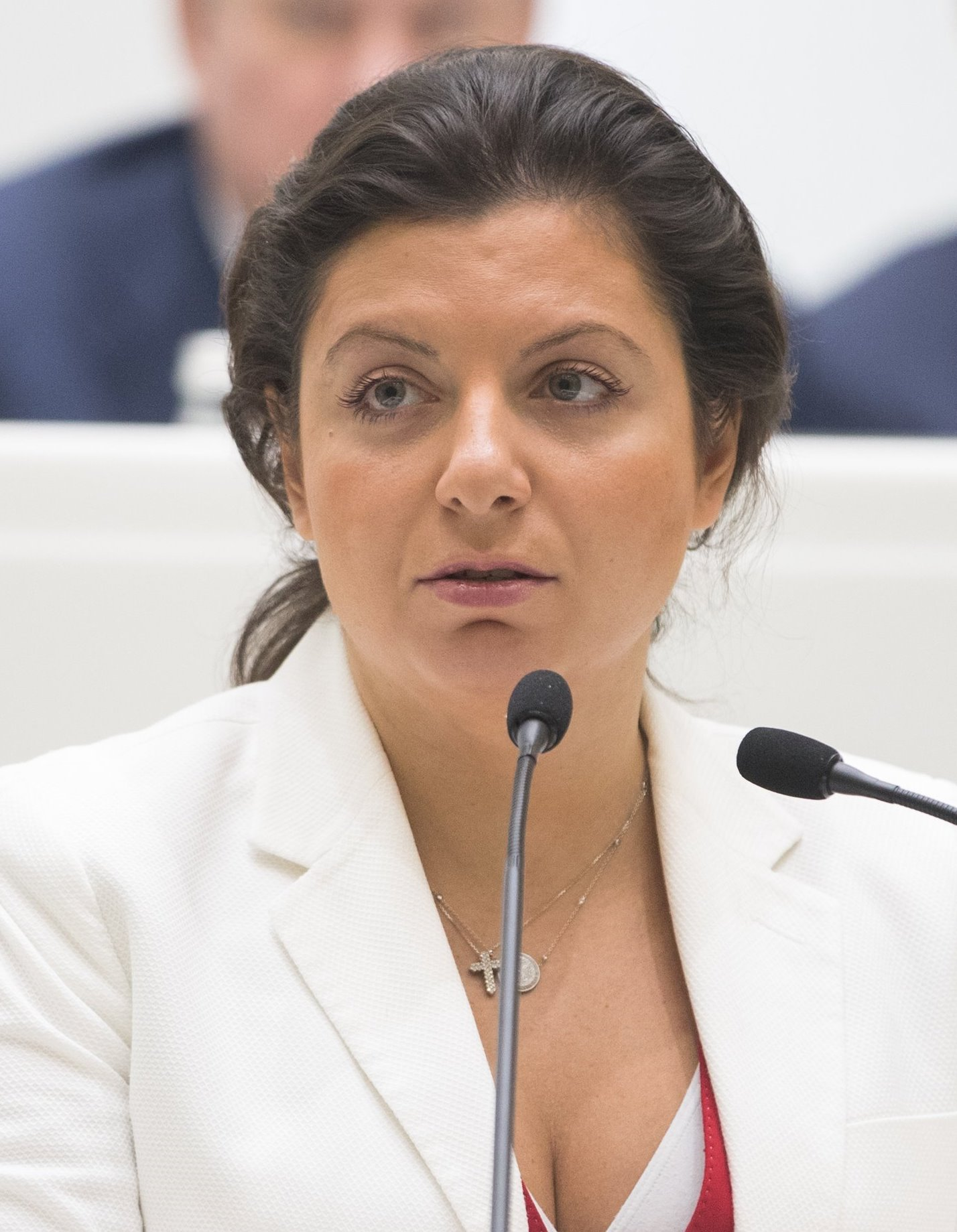
Margarita Simonjan, 2017

Margarita Simonowna Simonjan (russisch Маргари́та Симо́новна Симонья́н, armenisch Մարգարիտա Սիմոնի Սիմոնյան / Margarita Simoni Simonjan; * 6. April 1980 in Krasnodar, Russische SFSR, Sowjetunion) ist eine russische Fernsehjournalistin und Chefredakteurin des Medienunternehmens Rossija Sewodnja (russisch Россия сегодня, deutsch ‚Russland heute‘, englisch Russia Today). Sie gilt als zentrale Figur der russischen Propaganda und wird seit Februar 2022 von der Europäischen Union auf der Sanktionsliste infolge des russischen Überfalls auf die Ukraine geführt.

## Leben
Simonjan wurde am 6. April 1980 als Kind armenischer Eltern in Krasnodar geboren. Sie stammt aus ärmlichen Verhältnissen, ihr Vater reparierte Kühlschränke, die Mutter war Hausfrau. Ihre Eltern waren beide Nachkommen armenischer Flüchtlinge aus dem Osmanischen Reich. Die Familie ihres Vaters stammt aus Trabzon und soll während des Völkermords an den Armeniern 1915 auf die Krim geflüchtet sein. Während des Zweiten Weltkriegs wurde die Familie mit anderen Hemschin-Armeniern in die Ural-Region deportiert. Ihre Mutter stammt aus Sotschi und war Nachkomme einer armenischen Familie, deren Vorfahren im 19. Jahrhundert vor den Massakern an Armeniern geflüchtet waren.
Während der Schulzeit, in der sie nachmittags auf dem Markt beim Verkauf von Kleinartikeln half, legte sie den Schwerpunkt auf Fremdsprachen. Sie gewann während der 10. Klasse ein Stipendium des Außenministeriums der Vereinigten Staaten für das Schüleraustauschprogramm Future Leaders Exchange und lebte ein Jahr lang in Bristol im US-Bundesstaat New Hampshire. Sie behauptet später, das schulische Niveau in Krasnodar sei so hoch gewesen, dass man sie an der High School sofort um zwei Noten besser bewertet habe. Die Lehrer hätten sie für viel älter gehalten, da man in Russland ihrer Meinung nach früher erwachsen wurde. Den Wunsch ihrer Eltern, sie solle in den USA bleiben und Pflegeeltern finden, um dem Elend Russlands zu entgehen, habe sie empört zurückgewiesen. Die Erfahrungen in den USA hätten ihre vom Fernsehen vermittelten Illusionen über den American Way of Life zerstört. „Wahrscheinlich zum ersten Mal begann ich darüber nachzudenken, wie Information, Medien und Filme die Meinungen der Menschen beeinflussen. […] Im Grunde fing ich an zu erkennen, dass wir belogen worden waren.“ Endgültig habe sie ihre positive Einstellung gegenüber den USA erst 1999 nach der Bombardierung Belgrads aufgegeben. Sie schätze aber immer noch viele Dinge, etwa die Kultur und das Essen. Sie erinnerte sich an die Begeisterung für alles Amerikanische in den 1990er-Jahren, als man Amerika als Erlöser betrachtete. Sie habe die Unabhängigkeitserklärung auswendig gelernt.
Simonjan entschied sich früh für eine journalistische Laufbahn, arbeitete erst für eine russische Lokalzeitung und dann für einen örtlichen Fernsehsender, während sie an der Staatlichen Kuban-Universität Krasnodar Journalistik studierte. Zusätzlich studierte sie an der von Wladimir Posner gegründeten Fachschule für Fernsehen (Школа телевизионного мастерства Schkola telewisionnowo masterstwa).

## Karriere

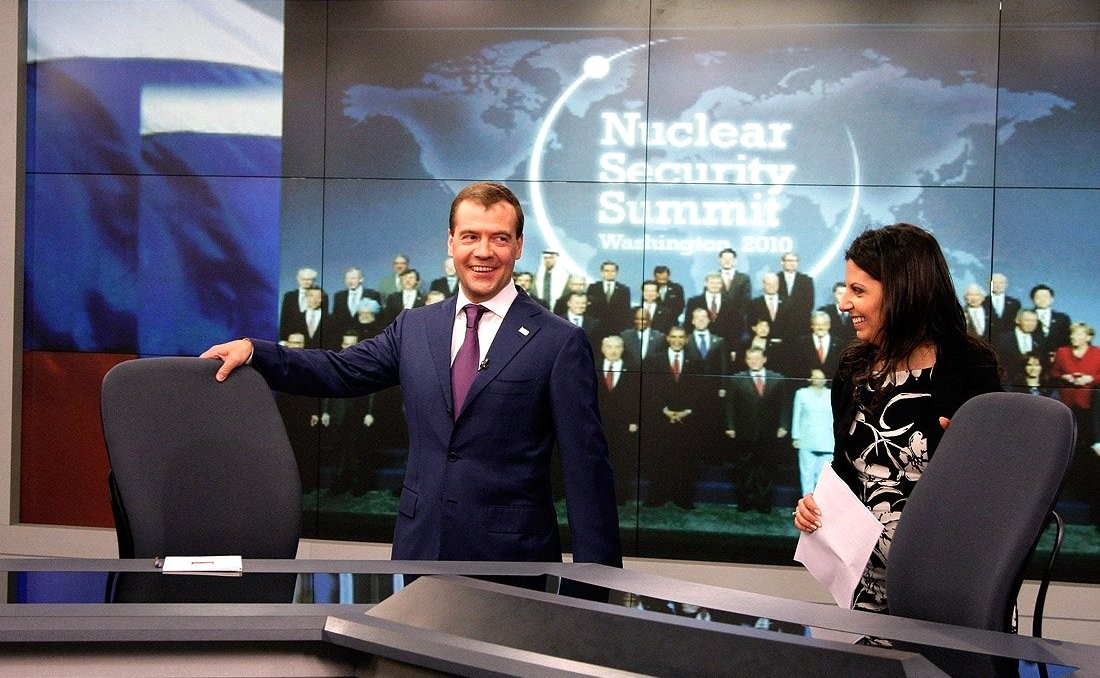
Simonjan mit Präsident Medwedew (2010)

Während des Zweiten Tschetschenienkrieges arbeitete Simonjan als Fernsehkorrespondentin eines kleineren Senders. Simonjan berichtete über den Krieg und die Flutkatastrophe im Süden Russlands und bekam dafür die Auszeichnung des Journalistenverbands für Tapferkeit im Beruf («За профессиональное мужество»). 2002 wurde sie auch Regionalkorrespondentin für den Fernsehkanal Rossija 1 und berichtete dabei 2004 über die Geiselnahme von Beslan. Simonjan war eine der ersten am Ort des Geschehens und wurde Augenzeugin der Ermordung von 334 Menschen, 186 davon Kinder.
Sie zog später nach Moskau um und wurde Teil der Kremlreporter. Sie wurde erste Vizepräsidentin der russischen Vereinigung von Radio- und Fernsehreportern und 2005 Mitglied der russischen Behörde Gesellschaftliche Kammer Russlands.
Seit 2005 ist sie Chefredakteurin des Fernsehsenders RT. In ihrem Büro befindet sich ein gelbes Sondertelefon, das ausschließlich zur verschlüsselten Kommunikation direkt mit dem Kreml dient.
Von Vertretern der Medien Echo Moskwy, RIA Novosti und Ogonjok wurde Simonjan 2012 auf die Liste der 100 einflussreichsten Frauen Russlands gewählt.
Seit 2013 ist sie auch Chefredakteurin der staatlichen Medienagentur Rossija Sewodnja.
Am 23. Februar 2022 wurde Simonjan wegen ihrer Unterstützung der Annexion der Krim und der Separatisten im Donezbecken auf die Sanktionsliste der Europäischen Union gesetzt. Ihr wurde dadurch die Einreise in EU-Länder untersagt und etwaiges Vermögen von ihr in der EU eingefroren.
Im März 2024 postete sie die abgehörte Aufzeichnung im Taurus-Abhörfall auf ihrem Telegram-Kanal.

## Politische Positionen

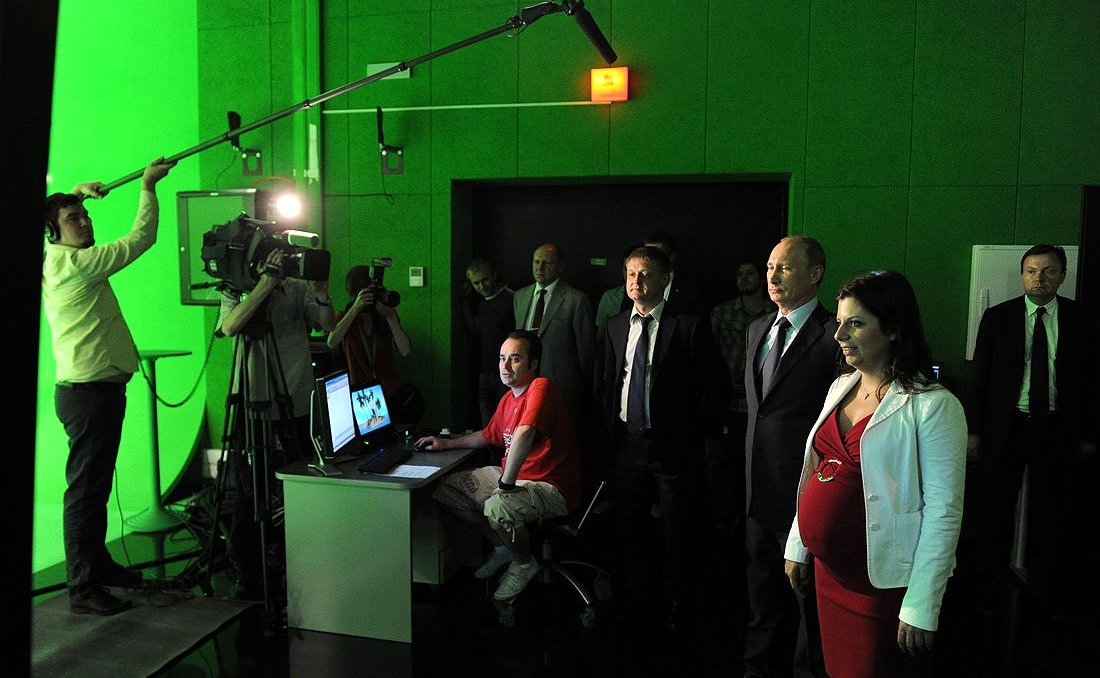
Mit Präsident Putin bei RT (2013)

Auf Vorwürfe einer gefärbten Berichterstattung antwortete sie: „Wir machen kein Geheimnis aus der Tatsache, dass wir ein russischer Sender sind – selbstverständlich sehen wir die Welt vom russischen Standpunkt aus. Wir sind in dieser Hinsicht sehr viel ehrlicher.“
Simonjan bezeichnete Russia Today 2013 als „Verteidigungsministerium“ des Kreml, als „eine Waffe wie jede andere auch“. In Friedenszeiten erscheine ein Auslandssender „nicht unbedingt nötig. Aber im Krieg kann er entscheidend sein. Eine Armee gründet man ja auch nicht erst eine Woche vor Kriegsbeginn“. Es gehe darum, einen Kanal zu schaffen, „an den sich die Leute gewöhnen, der ihnen gefällt – und im Ernstfall zeigen wir ihnen, was nötig ist.“ Die Ausrichtung des Senders RT beschrieb sie einmal mit den Worten: „Wir verteidigen unser Land, wie die Armee.“
In einem Spiegel-Interview von 2013 äußerte Simonjan, RT habe während des Kaukasuskrieges von 2008 als einziger englischsprachiger Sender auch über die russische und südossetische Perspektive berichtet. Sie behauptete, der Westen sei niemals über seine Stereotype des Kalten Kriegs hinausgekommen; die Journalisten seien daran interessiert, Russland als moralisch verwerflichen Aggressor darzustellen.
Sie behauptete 2016 auf den Vorwurf der Einseitigkeit und des Whataboutism, die Darstellung Russlands in den westlichen Medien wäre viel einseitiger als umgekehrt die Darstellung der USA in den russischen. „Wir sind gegenüber der westlichen Politik viel weniger kritisch als die westlichen Medien gegenüber Russland. Wann haben Sie zum letzten Mal etwas Gutes über Russland gelesen? […] Deshalb bringt mich dieses Klischee zum Lachen, RT sei ein antiwestlicher Kanal.“
Bei einer Pressekonferenz mit dem russischen Präsidenten Wladimir Putin Ende Mai 2017 beschuldigte Frankreichs neu gewählter Präsident Emmanuel Macron die russischen Nachrichtenportale Sputnik und Russia Today, im Vorfeld der französischen Präsidentschaftswahl 2017 „falsche Propaganda“ über seinen Wahlkampf verbreitet zu haben. In einer Talkshow im russischen Fernsehsender NTV behauptete Simonjan daraufhin, sie wolle wegen dieser „Verleumdung“ eine Klage gegen das Wahlkampfteam von Macron einreichen. Nach der Wiederwahl Putins zum Präsidenten am 18. März 2018 wurde Simonjan zitiert mit: „Früher war er einfach unser Präsident und konnte abgelöst werden. Jetzt ist er unser Führer. Und wir lassen nicht zu, dass er abgelöst wird.“
Einige Wochen vor Beginn des russischen Überfalls auf die Ukraine äußerte der Politik-Redakteur der Nowaja Gaseta auf Echo Moskau zusammenfassend: Die Russische Föderation würde derzeit im Wesentlichen von der Propaganda kontrolliert, persönlich von Margarita Simonjan, die vor Ungeduld erschöpft sei: Wann wird Blut vergossen?
In Simonjans Sendung „Ch.T.D.“ vom 2. Oktober 2023 schlug sie vor, dass „irgendwo über Sibirien“ eine thermonukleare Explosion durchgeführt werden könnte. Ihrer Meinung nach würde dies ein „nukleares Ultimatum“ darstellen, das im Kampf gegen den Westen helfen werde. Denn westliche Länder, so Simonjan weiter, „werden nicht nachgeben, bis sie große Schmerzen haben.“ Sie sagte über sich selbst, dass sie in der Sache zwar eine „dumme Frau“ sei  – aber sie sei sich sicher, dass in Folge solch einer Atomexplosion „nichts so Schreckliches“ passieren würde.
Nachdem die russische Invasion in der Ukraine am 24. Februar 2022 begonnen hatte, drückte Simonjan ihre Unterstützung für die Invasion aus  und erklärte des Weiteren: „Wir haben uns nur entschieden, die Parade dieses Jahr in der ukrainischen Hauptstadt Kiew abzuhalten“. An die wenigen Antikriegsdemonstranten in Russland gewandt sagte sie: „Wenn Sie sich jetzt dafür schämen, Russe zu sein, machen Sie sich keine Sorgen, Sie sind kein Russe.“ Ferner behauptete sie: „Niemand kämpft gegen Ukrainer! Wir befreien die Ukraine. [...] Niemand bombardiert friedliche ukrainische Städte!“ Im März 2022 sagte sie, zu ihrem „Entsetzen“ sei „ein beträchtlicher Teil des ukrainischen Volkes in den Wahnsinn des Nationalsozialismus versunken“.
Während des Kriegs sprach sich Simonjan dafür aus, ukrainische Atomkraftwerke „auszuschalten“.
Nach Berichten über die Einberufung alter, behinderter oder anderweitig wehruntauglicher Männer in die Armee fragte Simonjan, warum die „Millionen von Sicherheitsbeamten und Wachen“, die in Russland eingesetzt werden, nicht an die Front geschickt würden.
Angesichts der Rückschläge der russischen Streitkräfte in dem Krieg forderte sie, die Behörden und Medien dürften „nicht länger lügen“ über den miserablen Zustand der Truppe.

## Auszeichnungen
- Medaille „Für die Festigung der Waffenbrüderschaft“ (Медаль „За укрепление боевого содружества“, 9. März 2005)
- Orden der Freundschaft (27. Juni 2007)
- Orden der Freundschaft (Südossetien, 25. Dezember 2008)
- Moses-von-Choren-Medaille (Auszeichnung der Republik Armenien, 18. November 2010)
- Verdienstorden für das Vaterland IV. Klasse (22. April 2014)
- Alexander-Newski-Orden (24. Mai 2019)

## Privates
Simonjan ist mit dem Fernsehproduzenten Tigran Edmondowitsch Keossajan verheiratet und Mutter von drei Kindern.

## Publikationen
- В Москву! Этногенез, (Heading to Moscow!) 2010, ISBN 978-5-904454-14-2.
- Wir wollen nicht mehr sein wie ihr! online auf emma.de vom 3. April 2018.